# Solomiac
Solomiac är en kommun i departementet Gers i regionen Occitanien i sydvästra Frankrike. Kommunen ligger i kantonen Mauvezin som tillhör arrondissementet Condom. År 2022 hade Solomiac 499 invånare.

## Befolkningsutveckling
Antalet invånare i kommunen Solomiac
Referens:INSEE